# Jouef

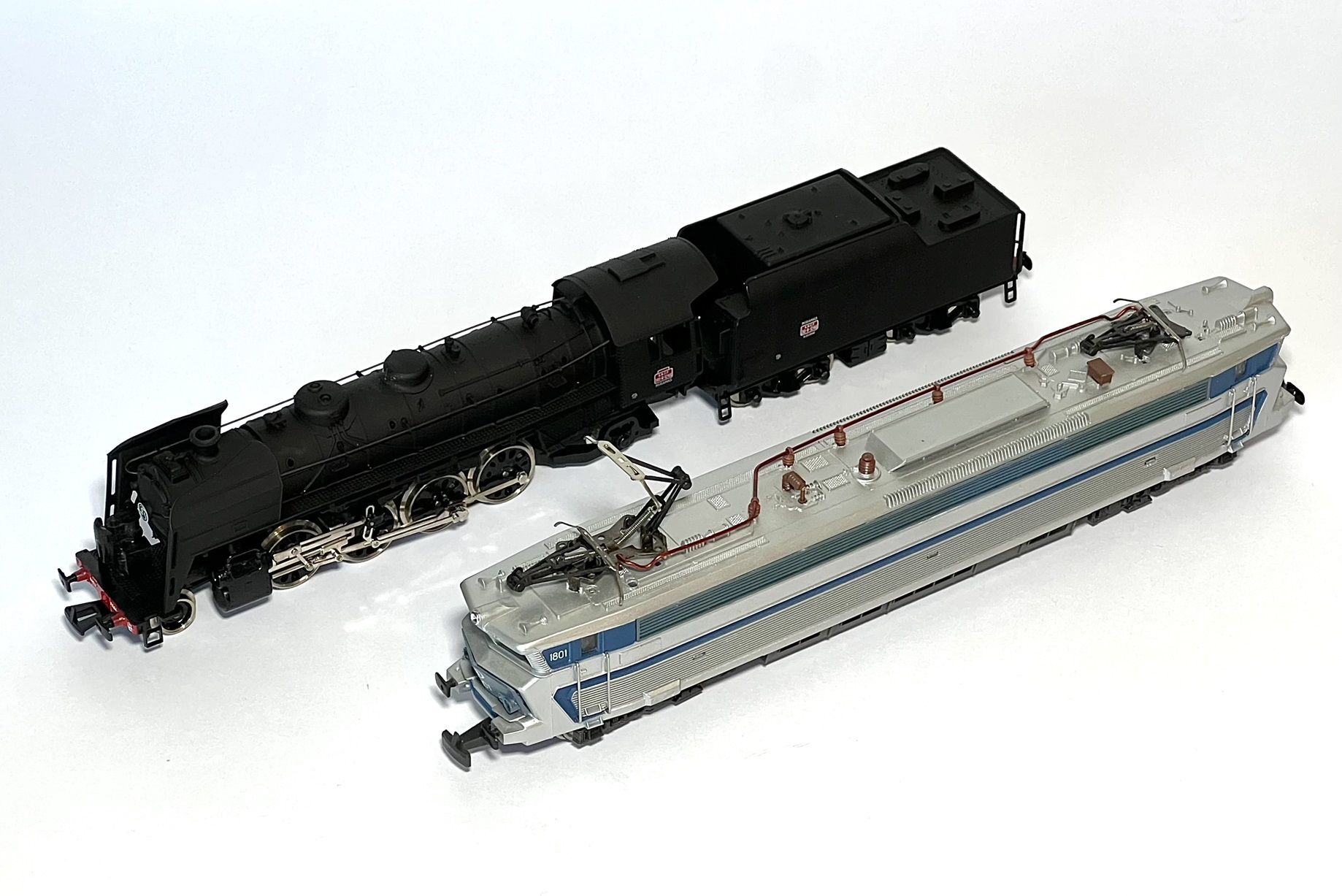
Mehrsystemlokomotive Serie 18 der SNCB/NMBS und Mikado Schlepptender-Mehrzweck-Dampflokomotive 141 R der SNCF

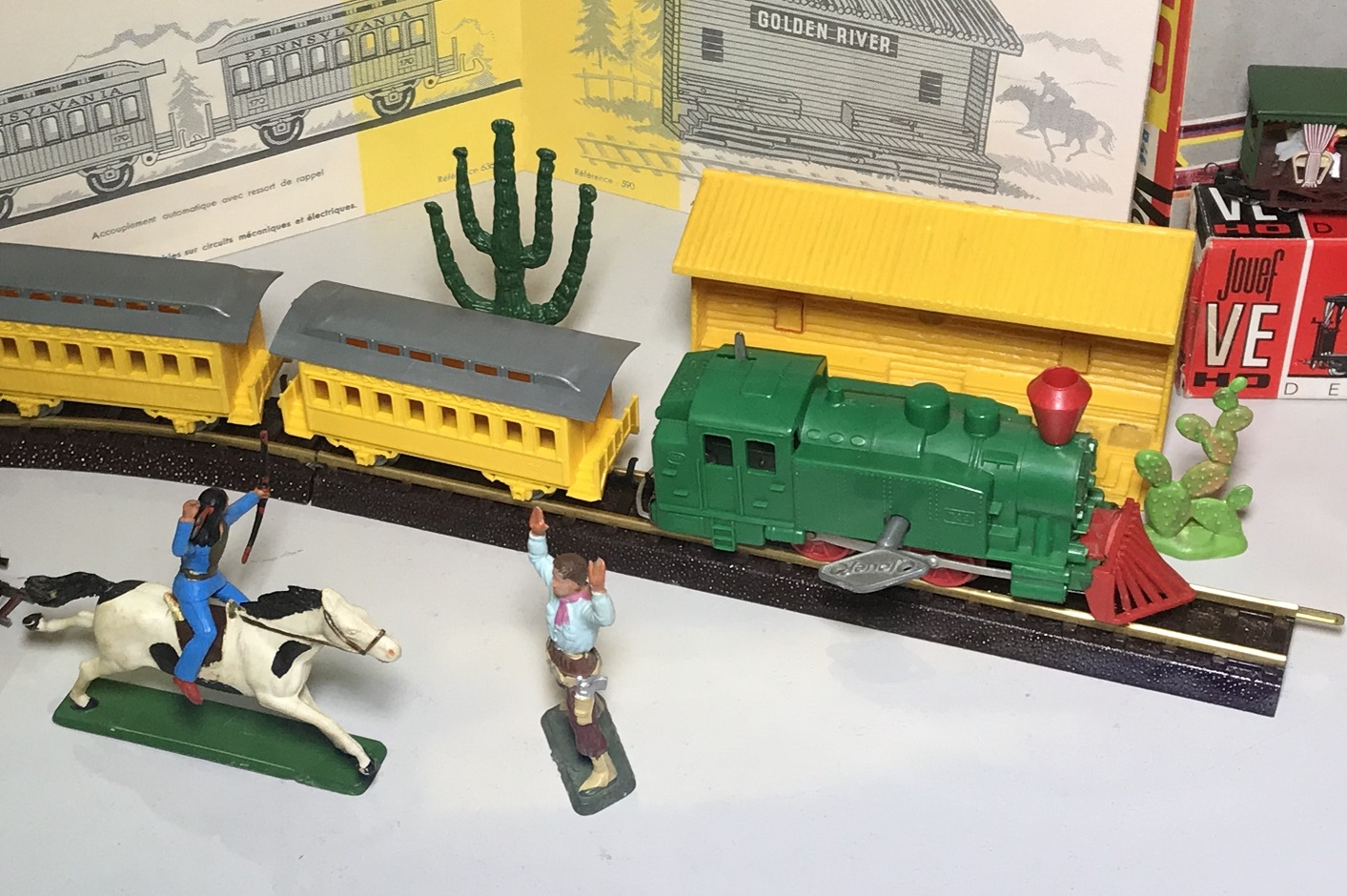
Spielzeugeisenbahnzug von Jouef mit Uhrwerkantrieb auf Böschungsbettungsgleis, Spur H0, zweite Hälfte 1950er Jahre

Jouef ist eine Handelsmarke des britischen Modelleisenbahnherstellers Hornby Railways unter der seit 2006 in der Nenngröße H0 vorwiegend Modelleisenbahnfahrzeuge für die Spur H0 und Zubehör nach französischen Vorbildern vertrieben werden. Jouef stellt sowohl Fahrzeugmodelle für das Zweischienen-Zweileiter-Gleissystem wie auch das Dreischienen-Zweileiter-Gleissystem (Märklin) her.
Die 1944 gegründete Firma Jouef war bis 1972 ein eigenständiger Vollsortimenthersteller von Spielzeug- und Modelleisenbahnen in Champagnole im Französischen Jura. Die eigene Produktion wurde im Jahr 2001 durch den damaligen Eigentümer, die italienische Lima-Gruppe, geschlossen. Damit verlor Frankreich seinen letzten Großserienhersteller von Modelleisenbahnen. Im Jahr 2004 musste Lima Insolvenz anmelden, seitdem gehören die Markenrechte wie auch die Fertigungsformen aus der entsprechenden Insolvenzmasse der Firma Hornby Railways.

## Geschichte
Das Unternehmen „Le Jouet Français“ (deutsch: Das französische Spielzeug) wurde 1944 von Georges Huard gegründet, der Haushaltsartikel aus Kunststoff herstellte. 1949 erschien ein erster Modelleisenbahn-Triebwagen, eine Kopie des berühmten Transsahara-Zugs Algier–Timbuktu aus Blech, dessen erste Modelle mit einem Gummimotor angetrieben wurden, in der Nenngröße H0 für die Spur H0 im Maßstab 1:87. Gegen 1950 wurde aus „Le Jouet Français“ oder kurz „JF“ die Marke „Jouef“.
Ab 1952 an wurde ein vollständiges Programm an Modelleisenbahnen aus Blech angeboten. Ab 1955 wurden auch elektrische Züge produziert. Die erste Lokomotive BB 9003 wurde bald durch die BB 9004 ersetzt.
Eine andere Neuheit aus dem Jahre 1955 war die Tenderlokomotive 020T Nummer 708, die in den Jahren 1956 bis 2001 auf über zwei Millionen verkaufte Exemplare in verschiedenen Varianten und Markennamen kam.

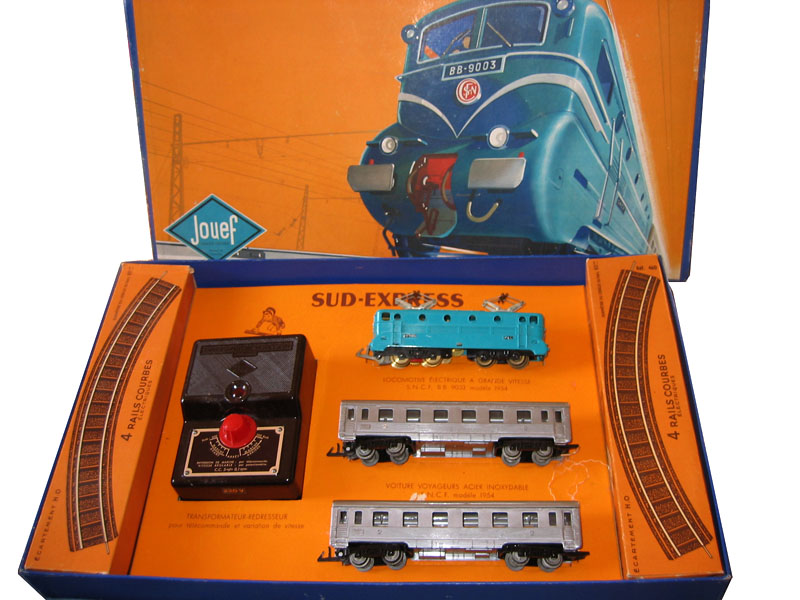
Jouef Modelleisenbahn-Anfangspackung der Spur H0 aus dem Jahr 1955
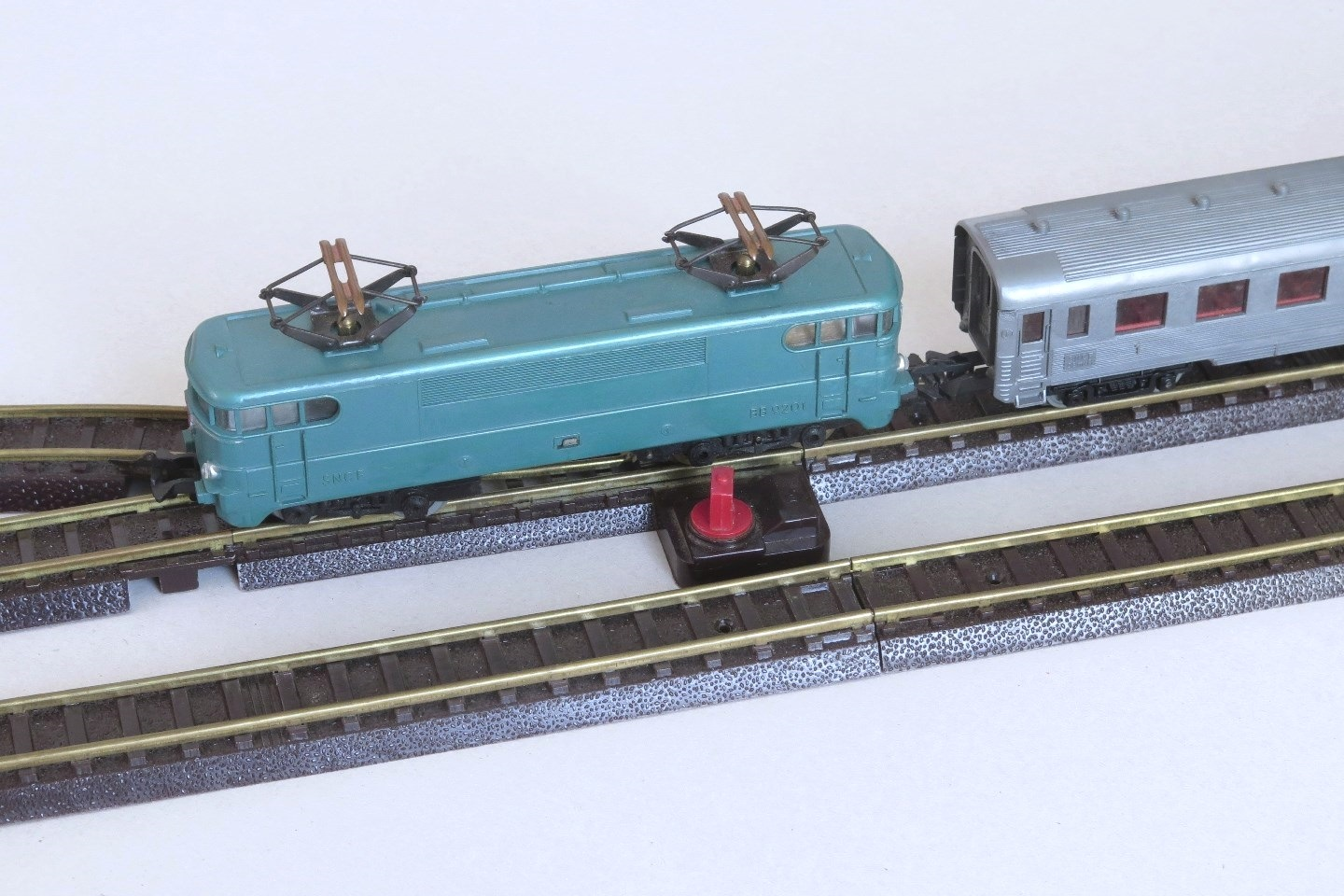
Elektrischer 6-Volt-Personenzug mit Lokomotive BB 9003 und DEV-INOX-Wagen
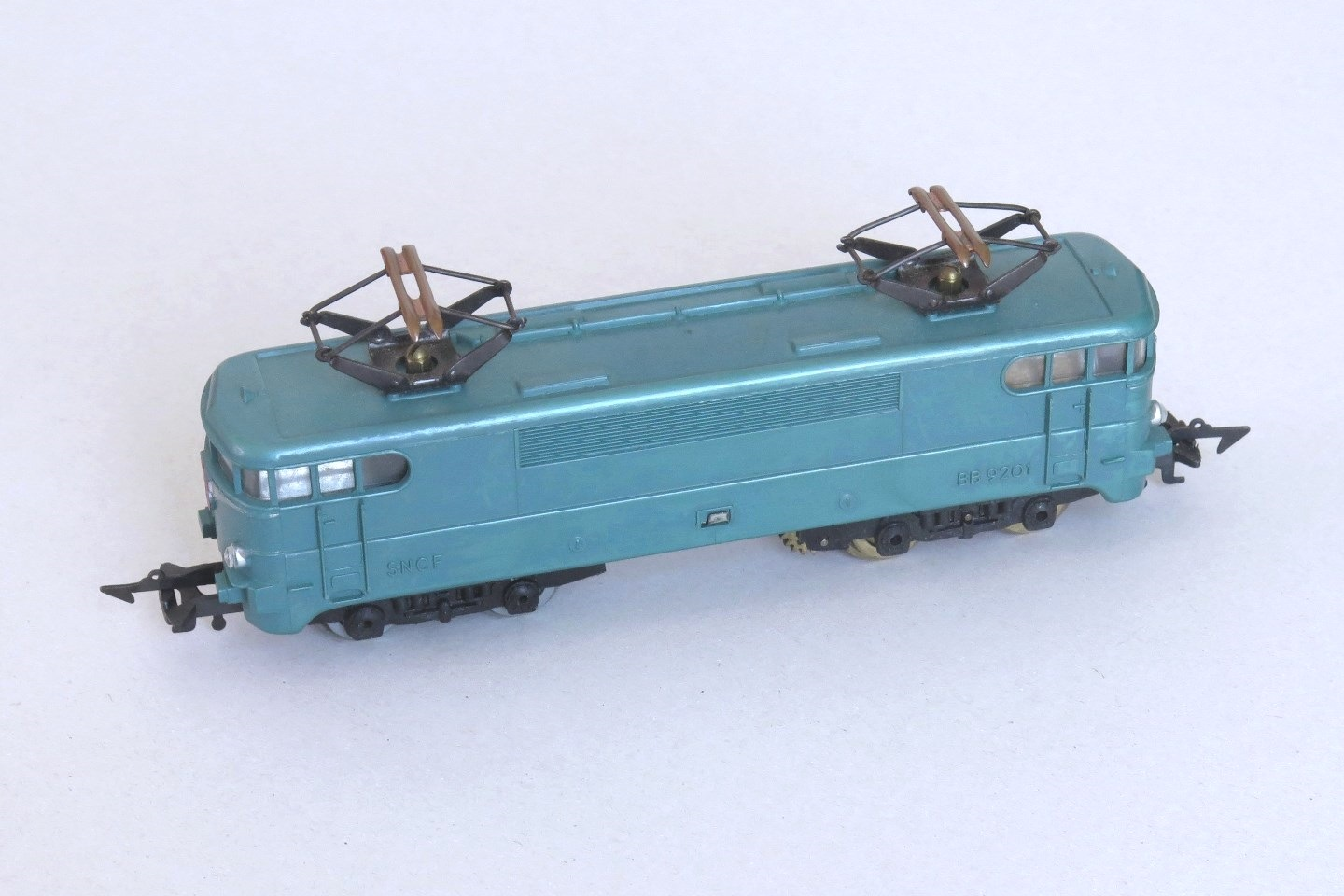
Elektrische 6-Volt-Lokomotive BB 9003
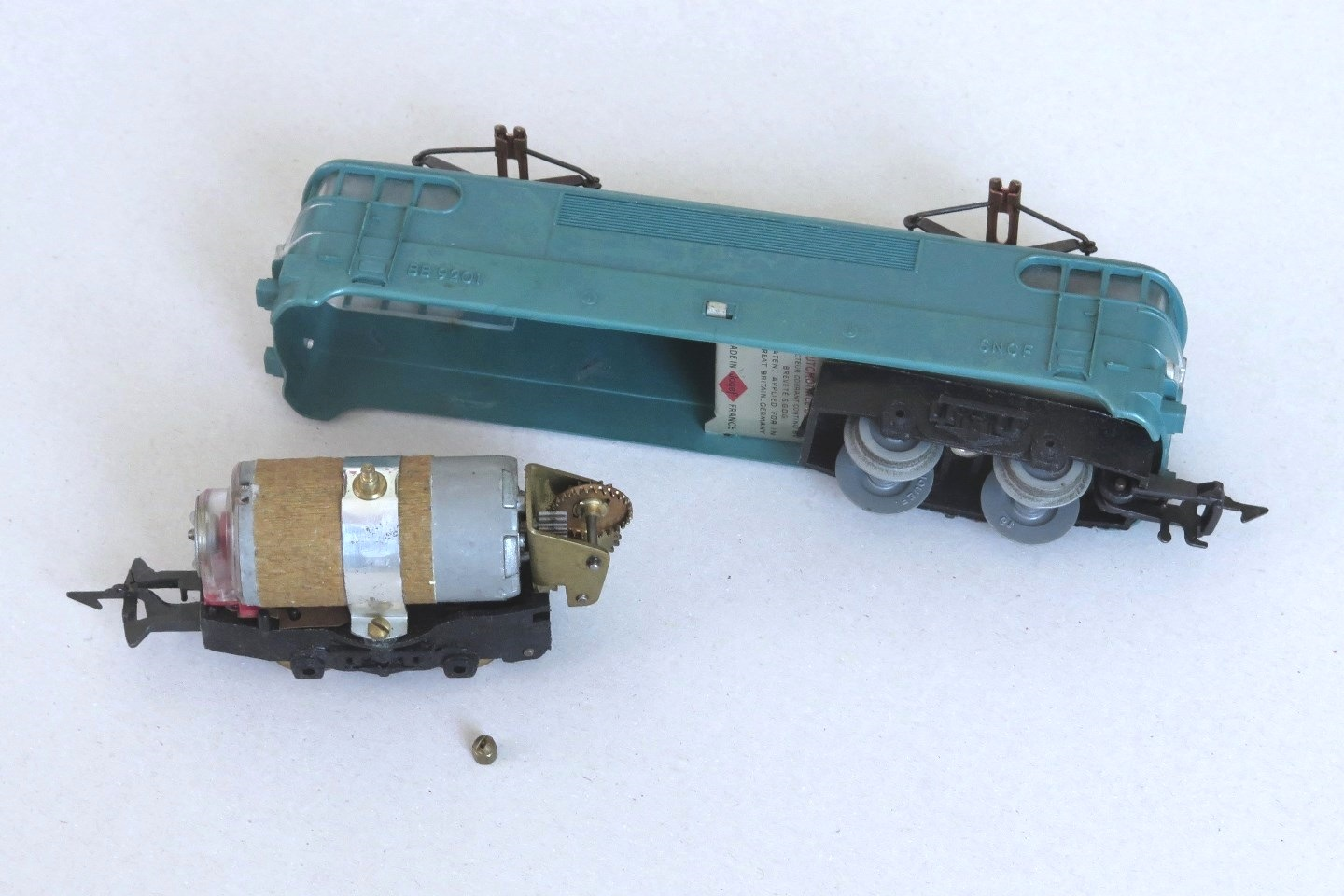
Elektrische 6-Volt-Lokomotive BB 9003, geöffnet, mit Winkel-Freilaufgetriebe

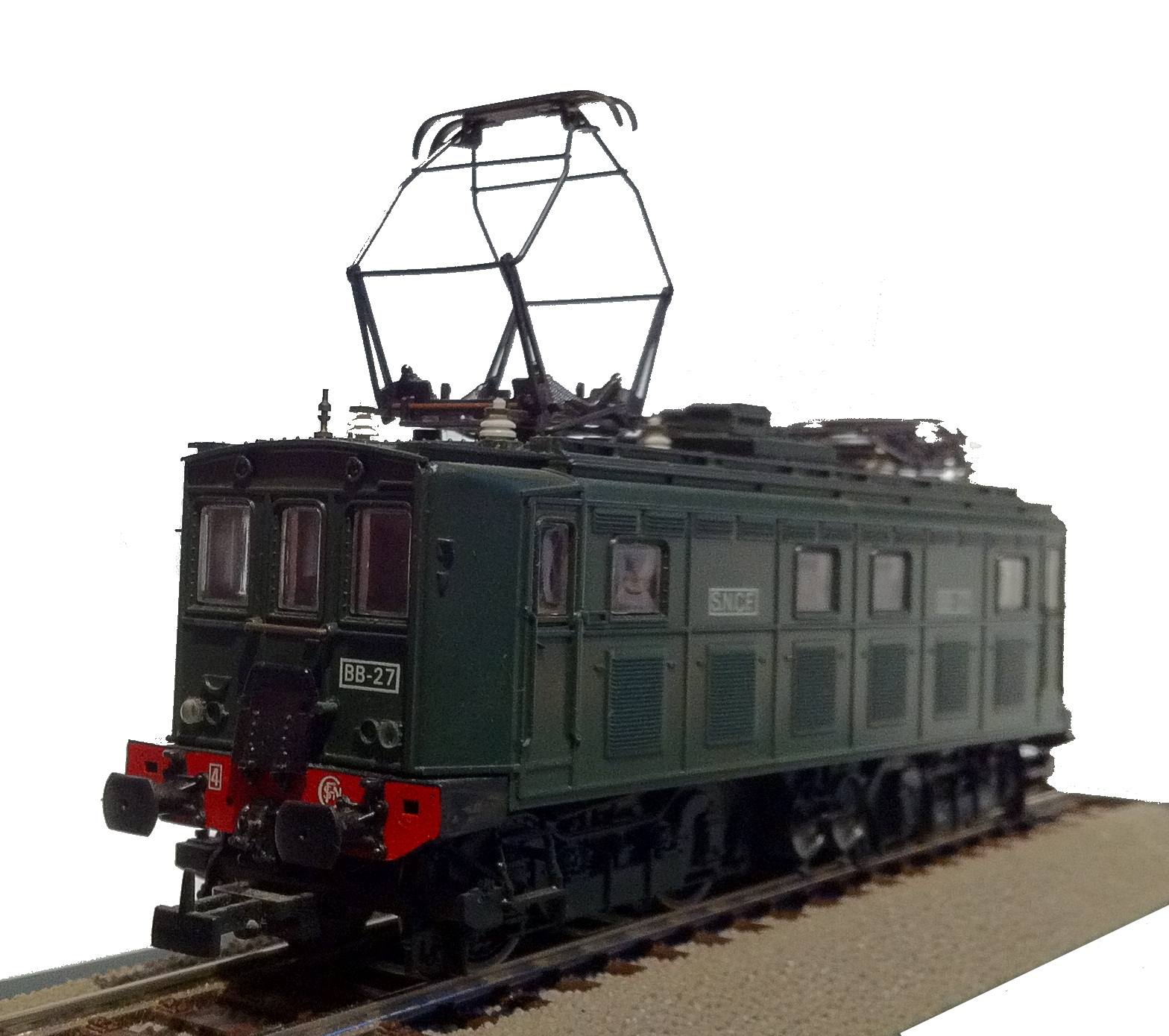
Elektrolokomotive SNCF BB 27

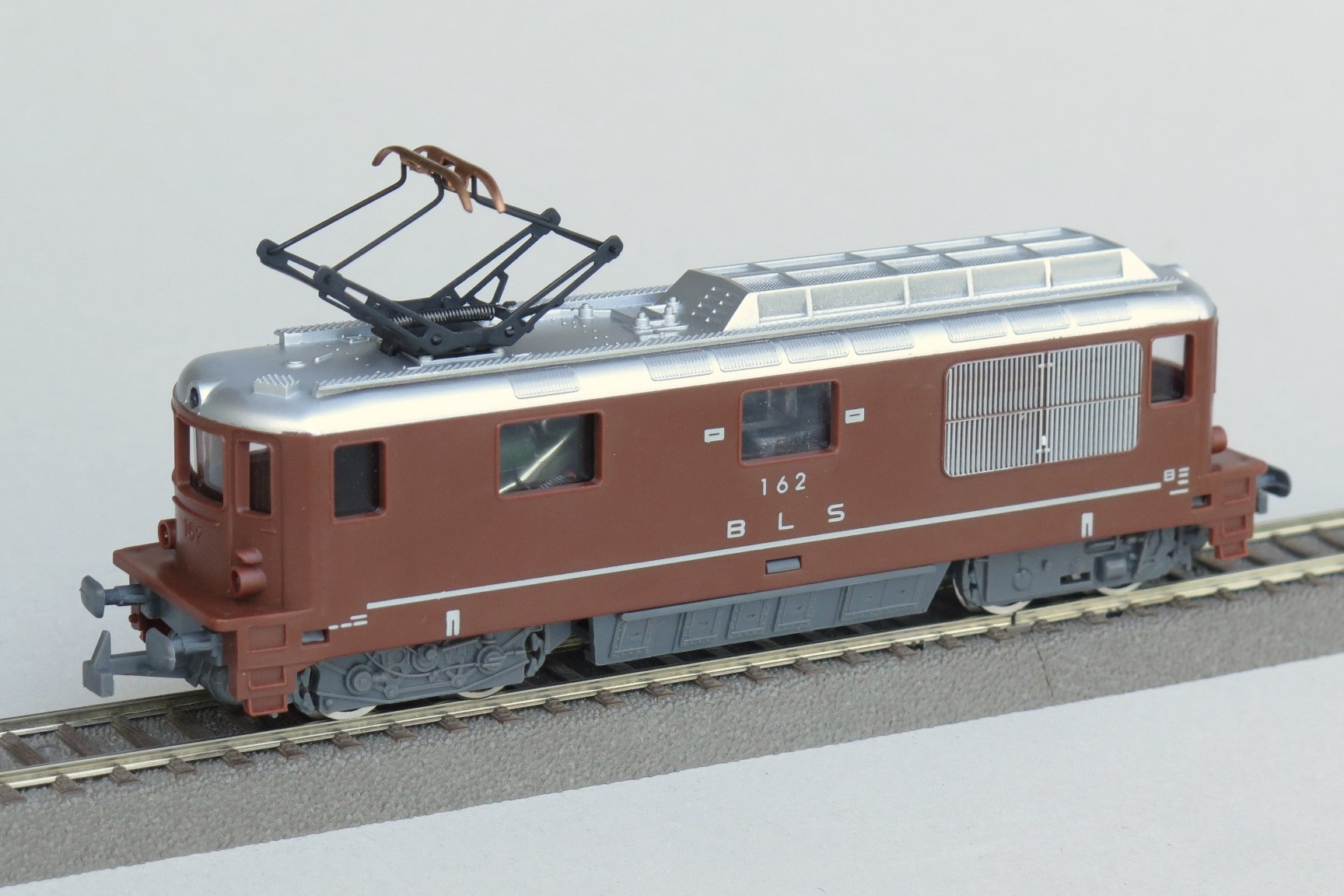
In Irland unter dem Markenname Jouef HDI vereinfacht gefertigte Elektrolokomotive BLS Re 4/4

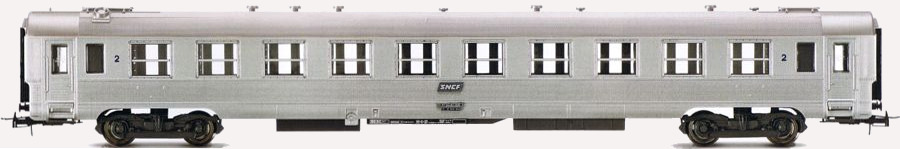
Schnellzugwagen SNCF DEV Inox B10

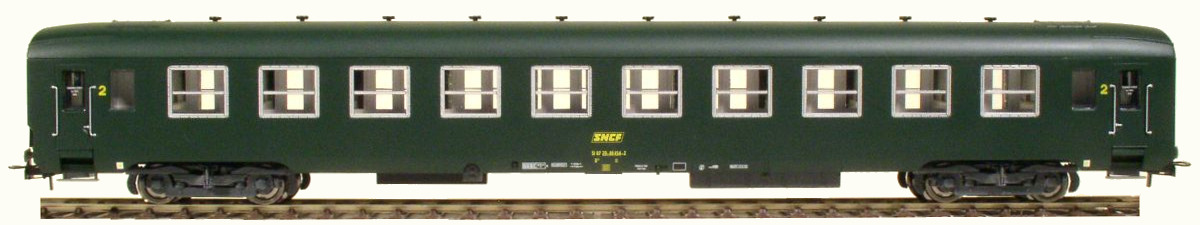
Reisezugwagen SNCF DEV AO B10

Um die Produktpalette zu erweitern, bot Jouef ab Ende der 1960er-Jahre elektrische, spurgebundene Autorennbahnen an –  eine der ersten Autorennbahnen mit Überholfunktion. Die Fahrzeuge im Maßstab 1:40 bzw. 1:43 reichten von Le-Mans-Rennautos über Luxuslimousinen bis zu durchschnittlichen Familienfahrzeugen.
1967 übernahm Jouef die Produkte der deutsche Firma Egger-Bahn mit ihren Schmalspurmodellen für die Spur H0 im Maßstab in 1:87 mit Ausnahme einer Dampflokomotive und Personenwagen nach österreichischem Vorbild, die an den österreichischen Modelleisenbahnhersteller Liliput gingen.

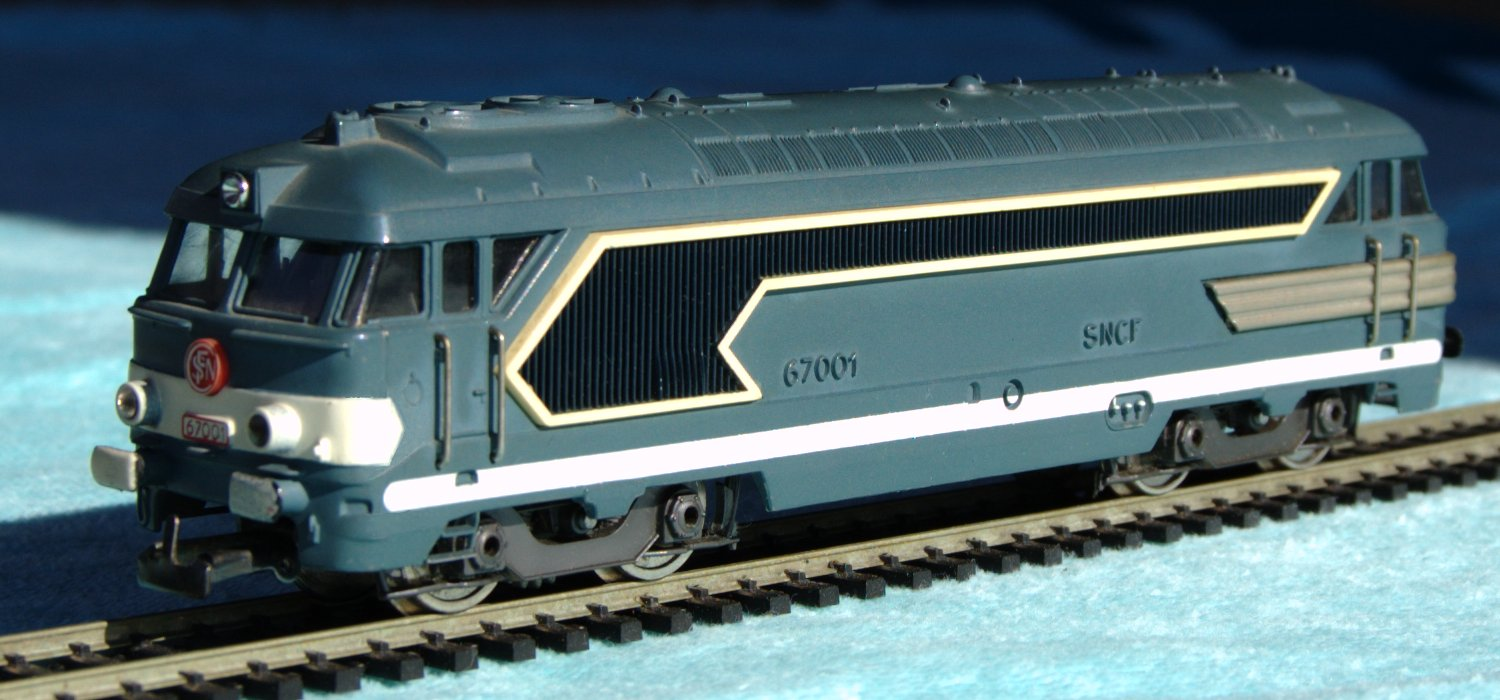
Diesellokomotive SNCF BB 67000

Nach einem Eigentümerwechsel im Jahre 1972 wurde das Unternehmen Jouef in den Konzern Le Jouet Français integriert, der auch die Gesellschaften Delacoste (Hersteller von Ballons und Kleinkinderspielzeug), Solido (Spezialist für Miniaturfahrzeuge) und Heller (Modelle aus Plastik) umfasste. Die Produktion der Autorennbahnen bei Jouef wurde eingestellt. Der Konzern meldete im Jahre 1980 Konkurs an. 1981 wurde Jouef in den französischen Spielwaren-Hersteller CEJI (Compagnie Générale du Jouet) integriert. Dieser musste im Jahre 1995 seinen Geschäftsbetrieb einstellen. Nach weiteren Eigentümerwechseln übernahm die Lima-Gruppe das Unternehmen und schloss ab Juni 2001 die Fertigung. Die danach unter dem alten Namen angebotenen Eisenbahnmodelle kamen aus Italien.
Im Oktober 2004 kaufte der englische Modelleisenbahnhersteller Hornby Lima auf und übernahm damit auch die Markenrechte und Formen von Jouef. Seit 2006 sind wieder Modellbahnprodukte unter dem Namen Jouef im Handel erhältlich. Die Entwicklung der Modelle erfolgte zunächst in England und Italien, seit 2009 in Spanien. Neben bestehenden Modellen in überarbeiteter Form werden seit dem Neustart der Marke auch jedes Jahr neuentwickelte Jouef-Modelle im Maßstab 1:87 für die Spur H0 vorgestellt.
Der Absatz von Modellen der Marke Jouef hat seinen Schwerpunkt nach wie vor in Frankreich. Es werden jedoch vereinzelt auch Modelle für Luxemburg gefertigt. Der Vertrieb erfolgt in Frankreich über Hornby France.

## Jouefmatic und Jouefmatic 76
In Frankreich konnten mit dem System Jouefmatic und Jouefmatic 76 der Firma Jouef, das sich von 1968 bis 1983 im Katalog befand, bis zu acht Lokomotiven auf einem Gleis getrennt gesteuert werden. Die Tonfrequenzsteuerung ermöglichten auch eine Dauerzugbeleuchtung. Die Daten wurden dabei auf eine Wechselspannung aufmoduliert und durch die jeweils auf eine bestimmte Frequenz abgestimmten Decoder empfangen.
Die acht Trägerfrequenzen waren 80,33 kHz; 87,1 kHz; 95,4 kHz; 103,6 kHz; 114,3 kHz; 123,5 kHz; 137 kHz und 147,5 kHz.